# 경산군 (1971년 선거구)
경산군은 대한민국의 옛 국회의원 선거구이다. 당시 경상북도 경산군 지역을 관할했다.

## 역사
제8대 국회의원 선거를 앞두고 경산군·청도군 선거구에서 분리되면서 신설되었다.
제9대 국회의원 선거를 앞두고 달성군·고령군 선거구와 통합되면서 달성군·경산군·고령군 선거구를 이루게 됨에 따라 폐지되었다.

## 역대 국회의원
| 선거   | 정당 | 정당   | 의원   |
| ------ | ---- | ------ | ------ |
| 1971년 |      | 신민당 | 이형우 |

## 역대 선거 결과

### 대한민국 제8대 국회의원 선거
|  | 54.79% |

|  | 45.08% |

|  | 0.11% |